# Оснастка (рыбалка)

1 — удилище
2 — леска
3 — поплавок
4 — грузило
5 — крючок.

Осна́стка — разнообразные элементы, закрепляемые на орудии лова (удилище, леске и так далее), необходимые для ловли рыбы (ужения).

## Элементы оснастки
Главным элементом оснастки является рыболовный крючок или несколько крючков через небольшое расстояние (от 20 до 500 мм), на который, обычно, насаживается приманка, и которым подцепляется клюнувшая рыба. Дополнительные элементы оснастки определяют способ ловли и название снасти.
Для поплавочной удочки обязательным является поплавок и грузила.
Для спиннинга дополнительные элементы оснастки — искусственные приманки, к которым крепится крючок.
В нахлысте крючок составляет одно целое с искусственной приманкой (мушкой), имитирующей насекомое.
В донной снасти на леске закрепляется грузило, позволяющее осуществить дальний заброс, и гарантирующее нахождение приманки на дне. Вместо грузила часто используется кормушка, привлекающая рыбу к приманке.
В качестве оснасток для фидера (английской донной снасти) в большинстве своем используются симметричная петля, патерностер Гарднера и несимметричная петля.

## Элементы
Разнообразные элементы, закрепляемые на орудии лова:
- крючок;
- поводок;
- поплавок;
- грузила;
- кормушка;
- блесна;
- воблер;
- вертлюжок;
- джиг-головка;
- мормышка;
- искусственная мушка;
- катушка рыболовная
- Кружок рыболовный
- и другие.

### Крючок
Соответствие размеров крючков
| Ширина крючка, мм     | 1,7 | 2,0 | 2,2 | 2,4 | 2,6 | 3,0 | 3,2 | 3,4 | 3,6 | 4,0 | 4,4 | 4,6 | 5,0 | 5,5 | 6,0 | 6,5 | 7,0 | 7,5 | 8,0 | 8,5 | 9,0 | 10 |
| Метрическая система   |     |     |     |     | 2,5 | 3   |     | 3,5 |     | 4   |     | 4,5 | 5   |     | 6   |     | 7   | 7,5 | 8   | 8,5 |     | 10 |
| Международная система | 24  | 22  | 20  | 19  | 18  | 17  | 16  | 15  | 14  | 13  | 12  | 11  | 10  | 9   | 8   | 7   | 6   | 5   | 4   | 3   | 2   | 1  |